# Koray Altınay
Koray Altınay (* 11. Oktober 1991 in München) ist ein deutschtürkischer Fußballspieler.

## Karriere

### Vereine
Vom 16. bis 18. Lebensjahr spielte Altinay in den Jugendmannschaften des SC Fürstenfeldbruck. Für die B-Jugend erzielte er fünf Tore in 23 Spielen, für die A-Jugend traf er bereits 16 Mal in 22 Spielen. Dem Jugendalter entwachsen rückte er 2009 in die erste Mannschaft auf. In zwei Spielzeiten für den bayrischen Landesligisten SC Fürstenfeldbruck absolvierte er 59 Ligaspiele und erzielte 26 Tore. Zur Saison 2011/12 verpflichtete ihn der FC Bayern München, für deren 2. Mannschaft er eine Saison lang in der Regionalliga Süd aktiv war. Sein Debüt bestritt er am 28. Oktober 2011 (15. Spieltag) beim 4:1-Sieg im Heimspiel gegen den SC Pfullendorf mit Einwechslung zur zweiten Halbzeit für Takashi Usami. Sein erstes Ligator im Seniorenbereich erzielte er am 10. April 2012 (28. Spieltag) beim 1:0-Sieg über den TSV 1860 München II in der 12. Minute. Nachdem am 20. Juni 2012 der Zweitligist SSV Jahn Regensburg die Verpflichtung von Koray Altınay bekannt gab, debütierte dieser für den Zweitligisten am 18. November 2012 (14. Spieltag) beim 3:3-Unentschieden im Heimspiel gegen den 1. FC Union Berlin mit Einwechslung für Christian Rahn in der 60. Minute.
Zur Saison 2013/14 wechselte Altınay zum türkischen Erstligisten Çaykur Rizespor, für den er am 17. August 2013 (1. Spieltag) beim 1:0-Sieg im Heimspiel gegen Gençlerbirliği Ankara über 90 Minuten debütierte. In der Sommertransferperiode 2016 wechselte zum Hauptstadtverein und Ligakonkurrenten Osmanlıspor FK. In der Winterpause 2017/18 kehrte er zu Çaykur Rizespor zurück, der in der Vorsaison in die Zweite Liga abgestiegen ist und mit dem er nach einer Spielzeit in die Süper Lig zurückgekehrt ist. Von 2019 bis 2021 spielte er für den Fatih Karagümrük SK zunächst 25 Mal in der zweiten Spielklasse und nach dem erfolgreichen Play-off-Finale ebenfalls 25 Mal in der ersten Spielklasse. In der Saison 2021/22 spielte er für den Erstligisten Sivasspor, bevor er nach Çaykur Rizespor wechselte.

### Nationalmannschaft
Nachdem er bei Çaykur Rizespor einen erfolgreichen Start hatte und über mehrere Wochen überzeugte, wurde er im November 2013 im Rahmen zweier Testspiele zum ersten Mal in seiner Karriere von Nationaltrainer Fatih Terim in das Aufgebot der A-Nationalmannschaft nominiert. Doch am 15. und 19. November (gegen die Auswahl Nordirlands und von Belarus) kam er allerdings nicht zum Einsatz.
Sein einziges Länderspiel bestritt er am 15. Oktober 2013 für die A2-Auswahl, die im Rahmen des „International Challenge Trophy Tournament“ in Tallinn die U-23-Auswahlmannschaft Estlands mit 2:1 besiegte.

## Erfolge
Mit Çaykur Rizespor
- Meister der TFF 1. Lig und Aufstieg in die Süper Lig 2018